# LSE BDeh 4/4
Die LSE BDeh 4/4  sind Triebwagen für Adhäsions- und Zahnradbetrieb. Sie wurden 1964 bis 1980 als BDeh 4/4 1–8 für die Luzern-Stans-Engelberg-Bahn (LSE) gebaut. Heute heisst das Unternehmen Zentralbahn und die Triebwagen werden als BDeh 140 geführt.  Da sie sowohl auf 250 ‰ mit Zahnrad als auch mit 75 km/h auf Adhäsionsstrecken verkehren mussten, sind sie, was bei elektrischen Triebfahrzeugen selten ist, mit zwei verschiedenen Übersetzungen ausgerüstet. Diese Triebwagen mussten bis zur Eröffnung des neuen Tunnels Grafenort–Engelberg mit reduzierter Steigung (105 ‰) im Dezember 2010 den Gesamtverkehr nach Engelberg abwickeln. Anschliessend wurden sie für Zusatzzüge und ersatzweise für Triebzüge im S-Bahn-Verkehr eingesetzt. Die BDeh 140 005–007 erhielten dazu die neuen Nummern und die notwendigen Anpassungen für Fahrten im Tunnel, die Einsätze endeten aber 2013 nach Ablieferung der neuen Triebzüge.
Der Triebwagen Nr. 5 wird als historisches Fahrzeug erhalten und ist heute zusammen mit dem passenden Steuerwagen ABt 923 im Bestand von zb historic. Seit dem 19. Dezember 2015 können die Fahrzeuge in LSE-Lackierung für Extrafahrten eingesetzt werden.